# مثلث إدارة المشاريع

مثلث إدارة المشاريع

مثلث إدارة المشاريع (يسمى أيضًا القيد الثلاثي والمثلث الحديدي ومثلث المشروع) وهو نموذج لقيود إدارة المشاريع. وقد أُستُخدِم منذ الخمسينيات على الأقل، بيدَ أن أصوله غير واضحة. ويؤكد المثلث على أن:
1. جودة العمل مقيدة بميزانية المشروع ومواعيد تسليمه ونطاقه (سماته).
2. يمكن لمدير المشروع أن يبادل بين القيود.
3. تتطلب التغييرات في أحد القيود تغييراتٍ في القيود الأخرى من أجل الموازنة، وإلا سيُضِرّ ذلك بالجودة.

على سبيل المثال، يمكن إكمال المشروع في وقتٍ أسرع عن طريق زيادة الميزانية أو تقليص النطاق. وبالمثل، قد يتطلب توسيع النطاق زيادات مكافِئة في الميزانية والجدول الزمني. كما سيؤدي تقليل الميزانية دون تعديل الجدول الزمني أو النطاق إلى تدني الجودة.
تستعمل عبارات مثل «جيد وسريع ورخيص. اختر اثنين.» لتلخيص قيود المثلث بإيجاز.
ومع ذلك، فإن المبادلة بين القيود ليست ممكنة على الدوام من الناحية العملية. مثلًا، قد يؤدي زج الأموال (والأشخاص) في مشروع مكتمل الموظفين إلى إبطائه. بالإضافة إلى ذلك، غالبًا ما يستحيل في المشاريع رديئة الإدارة تحسين أيًا من الميزانية أو الجدول الزمني أو النطاق دون تضررّ الجودة.
يستخدم مثلث إدارة المشاريع لتحليل المشاريع. ويساء استخدامه في أغلب الأحيان لتعريف النجاح على أنه تسليم النطاق المطلوب، بجودة معقولة، وفق الميزانية والجدول الزمني المحددين. يعتبر مثلث إدارة المشروع غير كافٍ كنموذج لنجاح المشروع لأنه يغفل أبعادًا حاسمةً للنجاح، بما في ذلك التأثير على أصحاب المصلحة  والتعلم ورضا المستخدم.

## لمحة عامة
يشير قيد الوقت إلى مقدار الوقت المتاح لإكمال المشروع. ويشير قيد التكلفة إلى المبلغ المدرج في الميزانية المتاح للمشروع. ويشير قيد النطاق إلى ما يجب القيام به لإنتاج النتيجة النهائية للمشروع. غالبًا ما تكون هذه القيود الثلاثة قيودًا متنافسة: أي أن توسيع النطاق يعني عادةً زيادة الوقت وزيادة التكلفة، وقد يعني ضيق الوقت زيادة التكاليف وتقليص النطاق، وقد تعني الميزانية القليلة مزيدًا من الوقت ونطاقًا مُقلّص.
يتعلق مجال إدارة المشاريع بتوفير الأدوات والتقنيات التي تمكن فريق المشروع (وليس مدير المشروع فحسب) من تنظيم عملهم لملائمة هذه القيود.
هناك نهج آخر لإدارة المشاريع يرى أن القيود الثلاثة هي التمويل والوقت والموارد البشرية. إذا احتجت إلى إنهاء عملٍ في وقت أقصر، أقحم المزيد من الناس في المشكلة، مما سيزيد تكلفة المشروع، ما لم تؤد هذه المهمة بطريقة أسرع وبالتالي تقلل نفس المقدار من التكاليف في مكان آخر من المشروع.
كمساعدة بيانية لإدارة المشروع، يمكن للمثلث إظهار الوقت والموارد والهدف الفني كأضلاع المثلث، بدلاً من زواياه. استخدم جون ستورك، وهو مدرس سابق لدورة "إدارة المشاريع الأساسية" التابعة لرابطة الإدارة الأمريكية، زوجًا من المثلثات يسميان المثلث الخارجي والمثلث الداخلي لتمثيل المفهوم القائل بأن الهدف من المشروع هو إكماله في الوقت المسموح به أو قبله، ووفقًا للميزانية المحددة أو بأقل منها، وبتلبية النطاق المطلوب أو أعلى منه. أوضحت المسافة بين المثلثات الداخلية والخارجية الاحتياطات والاحترازات لكل عنصر من العناصر الثلاثة.
يقترح جيمس بي لويس  أن نطاق المشروع يمثل منطقة المثلث، ويمكن اختياره كمتغير لتحقيق نجاح المشروع. يسمي هذه العلاقة PCTS (اختصارًا لـPerformance, Cost, Time, Scope) أي: (الأداء، التكلفة، الوقت، النطاق) ويقترح أن المشروع يمكنه اختيار أي ثلاثة من هؤلاء.
القيمة الحقيقية لمثلث المشروع هي إظهار التعقيد الموجود في أي مشروع. تمثل المساحة المستوية للمثلث الاختلافات اللانهائية القريبة من الأولويات التي يمكن أن توجد بين القيم الثلاث المتنافسة. من خلال الاعتراف بالتنوع اللامحدود الممكن داخل المثلث، يمكن أن يؤدي استخدام هذه الأداة «المساعدة البيانية» إلى تسهيل اتخاذ القرارات والتخطيط للمشروع وضمان التوافق بين أعضاء الفريق ومالكي المشروع.

## نموذج STR
نموذج STR هو نموذج رياضي يرى «نموذج المثلث» باعتباره تجريدًا بيانيًا للعلاقة:
يشير النطاق إلى التعقيد (والذي يمكن أن يعني أيضًا الجودة). كما تشمل الموارد: الموارد البشرية (العمال) والمالية والمادية. لاحظ أن هذه القيم لا تعتبر قيمًا/ مُطلَقة. فمثلًا، إذا كان بإمكان خبازٍ واحدٍ صنع رغيف خبز في ساعة في فرن ما، فهذا لا يعني أن عشرة خبازين يمكنهم صنع عشرة أرغفة في ساعة واحدة في نفس الفرن (بسبب سعة الفرن).

## موضوعات مثلث إدارة المشاريع

### الوقت
يُقدّر الوقت اللازم لإنتاج التسليمات (وهي مكونات ملموسة مكتملة تدعم تحقيق أهداف المشروع فقد تكون منتج أو نتيجة أو خدمة مطلوب إنجازها لإكمال عملية أو مرحلة أو مشروع) باستخدام عدة تقنيات لمقاصد تحليلية. تُحدِّد إحدى الطرق المهام اللازمة لإنتاج التسليمات الموثقة في هيكلة تجزئة العمل أو WBS (اختصارًا لـ Work Breakdown Structure). يُقدّر مجهود العمل لكل مهمة، وتُدرج هذه التقديرات في تقدير التسليم النهائي.
تُرتب المهام أيضًا حسب الأولوية، وتحدد الاعتماديات بين المهام (الاعتمادية هي أن النشاط لا يمكن إنجازه إلا بتحقيق علاقة معينة، بمعنى آخر اعتماد إنجاز المهمة على تنفيذ مهمة أخرى)، وتُوثق هذه المعلومات في الجدول الزمني للمشروع. ويمكن أن تؤثر الاعتماديات بين المهام على طول المشروع الإجمالي، كما يمكن أن تؤثر على توافر الموارد. ويختلف الوقت عن جميع الموارد وفئات التكلفة الأخرى.
اغتنامًا للوقت، تستخدم التكلفة الفعلية لمشاريع سابقة مماثلة كأساس لتقدير تكلفة المشروع الحالي.
وفقًا للدليل المعرفي لإدارة المشاريع (PMBOK)، تشمل عمليات إدارة وقت المشروع ما يلي:
1. تخطيط الجدول الزمني
2. تعريف الأنشطة
3. ترتيب الأنشطة
4. تقدير موارد الأنشطة
5. تقدير مدد الأنشطة
6. تطوير الجدول الزمني
7. التحكم في الجدول الزمني

### التكلفة
تضع التكلفة تقديرًا تقريبيًا لتكلفة مشروع يعتمد على عدة متغيرات بما في ذلك: الموارد وحزم العمل مثل معدلات العمالة والتخفيف أو التحكم في العوامل المؤثرة التي تُحدِث فروق التكلفة. الأدوات المستخدمة في التكلفة هي: إدارة المخاطر والتكلفة الطارئة وتصاعد التكاليف والتكاليف غير المباشرة. ولكن إذا نظرنا إلى ما هو أبعد من هذا النهج المحاسبي الأساسي للتكاليف الثابتة والمتغيرة، فإن التكلفة الاقتصادية التي يجب مراعاتها تشمل مهارة العامل والإنتاجية التي تُحسب باستخدام أدوات تقدير تكلفة المشروع المختلفة. يُعتبر هذا أمرًا مهمًا حينما تعيّن الشركات موظفين مؤقتين أو متعاقدين أو عندما تستعين بمصادر خارجية.

#### مجالات عملية التكلفة
- تقدير التكلفة هو تقدير تقريبي لتكلفة جميع الموارد اللازمة لإكمال الأنشطة.
- ميزانية التكلفة وهي التي تجمع التكاليف المقدرة للموارد وحزم العمل والأنشطة لإنشاء خط أساسي للتكلفة.
- التحكم في التكلفة - حيث يمكن التأثير والتحكم في العوامل التي تُنشِئ تقلبًا وتفاوتًا في التكلفة باستخدام أدوات إدارة التكلفة المختلفة.

### النطاق
هو المتطلبات المحددة لتحقيق النتيجة النهائية. وذلك بالتعريف العام لما يُفترض من المشروع تحقيقه، ووصف محدد لما يجب أن تحققه أو تكون عليه النتيجة النهائية. أحد المكونات الرئيسية للنطاق هو جودة المنتج النهائي. يحدد مقدار الوقت المخصص للمهام الفردية الجودة الإجمالية للمشروع. قد تتطلب بعض المهام قدرًا معينًا من الوقت لإنجازها بشكل كافٍ، ولكن إعطائها مزيدًا من الوقت يُمكّن من إنجازها بشكل استثنائي. وعلى امتداد مشروع كبير، يمكن أن تؤثر الجودة تأثيرًا بارزًا على الوقت والتكلفة (أو العكس).
أدت هذه القيود الثلاثة معًا إلى ظهور عبارة «وفقًا للوقت، وفقًا للمواصفات، وفقًا الميزانية». في هذه الحالة، أستُبدل مصطلح «النطاق» بـ «المواصفات.»